# Assemini
Assemini är en ort och kommun i storstadsregion Cagliari, innan 2016 provinsen Cagliari, i regionen Sardinien i Italien. Kommunen hade 26 901 invånare (2017).